# سينجامين بوريتش
سينجامين بوريتش مواليد 20 نوفمبر 1990 في البوسنة والهرسك، هو لاعب كرة يد بوسني يلعب كمحور. يلعب حاليا مع نادي جورينيه فيلينيه لكرة اليد ويحمل الرقم 8. مثل منتخب البوسنة والهرسك لكرة اليد.

## سجل المنافسة
شارك في البطولات التالية:
- بطولة العالم لكرة اليد للرجال 2015

## روابط خارجية
- سينجامين بوريتش على موقع الاتحاد الأوروبي لكرة اليد (الإنجليزية)
- سينجامين بوريتش على موقع الاتحاد الفرنسي لكرة اليد (الفرنسية)